# Famille Alighieri
 (novembre 2024).
Si vous disposez d'ouvrages ou d'articles de référence ou si vous connaissez des sites web de qualité traitant du thème abordé ici, merci de compléter l'article en donnant les références utiles à sa vérifiabilité et en les liant à la section « Notes et références ».
La famille Alighieri est une famille florentine de petite noblesse, devenue célèbre pour avoir donné naissance au poète Dante, auteur de la Divine Comédie.

## Histoire
Les informations sur l'origine de la famille proviennent essentiellement du récit de Cacciaguida, trisaïeul de Dante, dans les chants XV, XVI et XVII du Paradis, troisième cantique de la Divine Comédie.
Les Alighieri, dont l'orthographe du nom connut des variantes, et qui avaient comme symbole un écu parti de gueule et d'azur à la fasce centrale d'argent, étaient une branche de la noble famille des Elisei. Cacciaguida était le fils d'Adamo Elisei et d'une Aldighieri de Ferrare. Ils eurent plusieurs enfants dont Alighiero di Cacciaguida (it), le premier Alighiero, fondateur de la lignée.
Son fils, Bellincione Alighieri (it), à partir duquel la famille prit le nom « degli Alighieri », établit sa résidence dans la paroisse de San Martino al Vescovo (it). Il donna naissance à Alighiero di Bellincione, le deuxième Alighiero. Celui-ci se maria une première fois avec Bella degli Abati, dont il eut un fils prénommé Durante (le futur poète Dante), puis avec Lapa Cialuffi avec laquelle il eut deux autres enfants, Francesco et Tana.
Dante se maria avec Gemma Donati, dont il eut Jacopo (it), Pietro et Antonia.
À Florence les Alighieri vivaient entre la Badia Fiorentina et San Martino al Vescovo, à quelques pas de l'église Santa Margherita dei Cerchi où le poète aurait rencontré pour la première fois Beatrice Portinari. Ce lieu fut identifié au XIXe siècle dans la Torre dei Giuochi, aujourd'hui restaurée et accueillant le musée de la Maison de Dante. Il est cependant fort probable que les maisons des Alighieri se trouvaient à peu de distance, sur l'actuelle via dei Magazzini, où existe aujourd'hui un grand édifice occupé par le tribunal.
La famille de Dante suivit le poète dans son exil en 1302 et la descendance fut ensuite assurée par Piero, établi à Vérone après la mort de son père en 1321. La famille Alighieri s'éteint à Vérone en 1558 avec Francesco di Dante III et la succession fut assurée par les comtes de Serego avec lesquels s'était apparenté le dernier représentant de la maison d'origine florentine et survit ainsi à travers les comtes Serego Alighieri.

## Armes

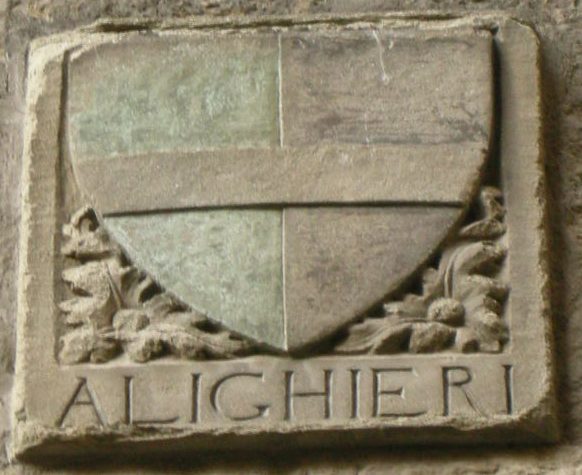
Blason des Alighieri (1er type).
Blason des Alighieri (1er type).
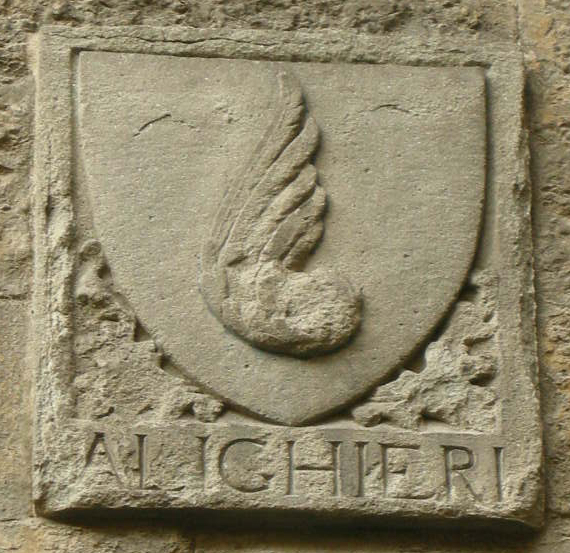
Blason des Alighieri (2e type).
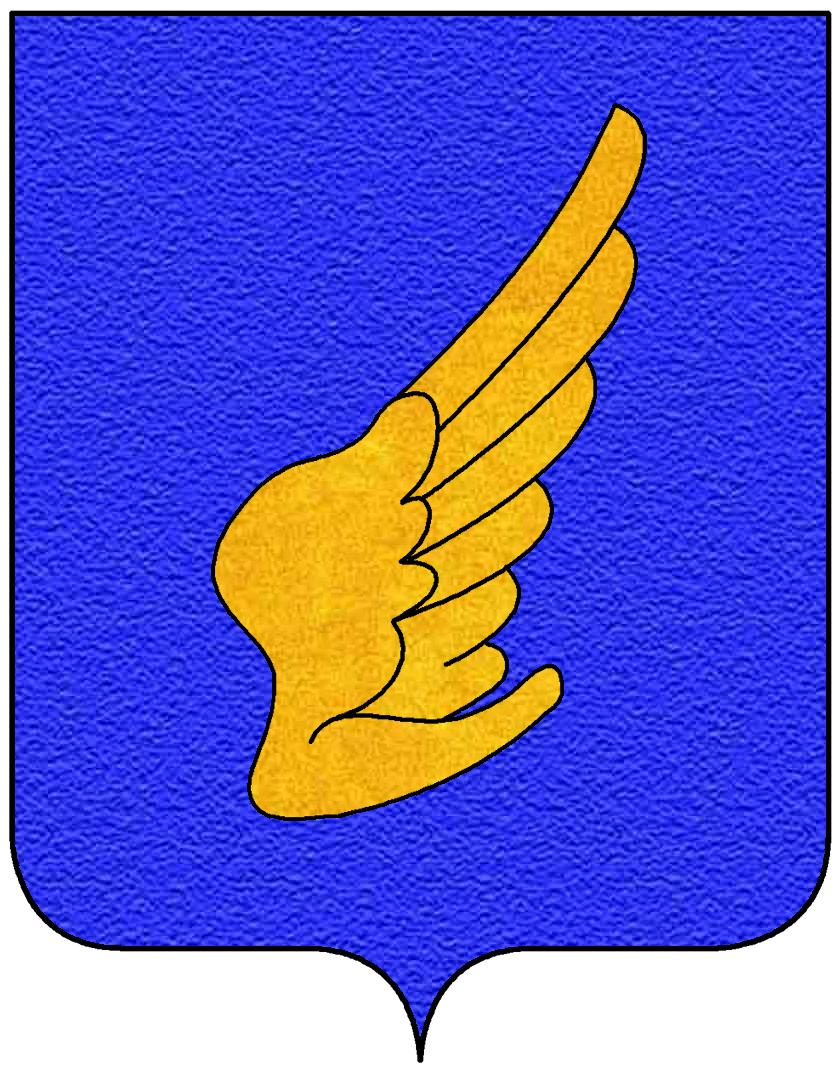
Blason des Alighieri (2e type).

Les armes des Alighieri se blasonnent ainsi :
- (1er type) Parti d'or et de sable, à la fasce d'argent.
- (2e type) D'azur, au demi vol senestre d'or posé en pal

## Pour approfondir